# Postmortal (Band)
Postmortal ist eine 2015 gegründete Funeral-Doom-Band.

## Geschichte
Postmortal wurde während des tschechischen Musikfestivals Brutal Assault von Michał Skupień als Gitarrist, Sludge als Bassist, Karol Skupień als zweiter Gitarrist, und Kamila als Schlagzeugerin gegründet. Dawid Dunikowski zog zügig nach. Sludge verließ die Band noch vor den ersten Proben eigener Stücke und wurde durch Paweł ersetzt. Der Schreibprozess erster Titel begann Ende des Jahres 2017. Zu Beginn des folgenden Jahres konnte die Band zwei Auftritte in ihrer Heimatstadt Krakau absolvieren. Im April 2018 wurde Karol durch Kamil ersetzt und die Band nahm die EP Soil auf. Die EP erschien noch 2018 über Solitude Productions, Stücke der EP wurden hinzukommend durch das Label für das Split-Album Solitude Vaults: 13 Years of Doom ausgewählt. Neben Postmortal waren Luna, Sorrowful Land und Fvneral Fvkk beteiligt. Kurz nach den Aufnahmen zu dieser EP verließ allerdings Kamila die Band. Trotz längerer Suche konnte Postmortal keine Nachfolge für die Schlagzeugerin finden, sodass die Band in eine Pause ging. Im Jahr 2024 beschlossen die beiden Gründungsmitglieder Dawid Dunikowski und Michał Skupień, Postmortal als Zwei-Personen-Projekt zu reaktivieren und sich auf die Entwicklung eines ersten Studioalbums zu konzentrieren. Im selben Jahr wurde Profundis Omnis aufgenommen, auf dem Titel adaptiert wurden, die größtenteils bereits während der Frühphase der Band geschrieben wurden.

## Stil
Die von Postmortal 2018 veröffentlichten Stücke orientierten sich verstärkt am Klang von My Dying Bride und Mourning Beloveth, entsprechend wird insbesondere die EP Soil dem Gothic Metal zugerechnet. Mit ihrem Debütalbum Profundis Omnis aus dem Jahr 2025 spielt die Band einen Funeral Doom sich unter anderem an Thergothon und Evoken orientiert. Tiefes Gitarrenspiel und ein dumpf klingendes Schlagzeug seien die Kernsubstanz, die mittels „beißend aggressive Death-Growls [und] feinfühlig weibliche[n] Gesang“ variiert würden. Die Grundstimmung sei ebenso „zerstörerisch“ wie melancholisch geprägt. Das stringente und facettenreiche Songwriting und die mal mit Effekten, mal klar gespielte Gitarre, weisen Bezüge zu Esoteric auf. Der weibliche Gesang im Kontrast zum gutturalen Growling und einige Tempowechsel, erzeugen eine Dynamik, die die die „bedrückende Atmosphäre“ fördere.

## Diskografie
- 2017: Heart of Despair (Download-Single, Selbstverlag)
- 2018: Soil (EP, Solitude Productions)
- 2018: Solitude Vaults: 13 Years of Doom (Split-Album mit Luna, Sorrowful Land und Fvneral Fvkk, Solitude Productions)
- 2025: Profundis Omnis	(Album, Aesthetic Death Records)